# Liste der niederländischen Botschafter in Frankreich
Liste der niederländischen Gesandten und Botschafter in Frankreich.

## Missionschefs
| Ernennung | Akkreditierung | Abberufung | Name des Amtsträgers                         | Anmerkungen                                                                                     |
| --------- | -------------- | ---------- | -------------------------------------------- | ----------------------------------------------------------------------------------------------- |
|           | 1749           | 1797       | Mattheus Lestevenon                          |                                                                                                 |
|           | 1798           | 1799       | Rutger Jan Schimmelpenninck                  |                                                                                                 |
|           | 5. Jun. 1919   | 1940       | John Loudon                                  |                                                                                                 |
|           | 1945           | 1946       | H. M. van Haersma de With                    |                                                                                                 |
|           | 1946           | 1948       | Alidius Tjarda van Starkenborgh Stachouwer   |                                                                                                 |
|           | 14. Dez. 1948  | 1957       | Pim van Boetzelaer van Oosterhout            |                                                                                                 |
|           | 30. Jan. 1958  | 1963       | Johan Willem Beyen                           |                                                                                                 |
|           | 30. Sep. 1963  | 1970       | Adolph Willem Carel Bentinck van Schoonheten |                                                                                                 |
|           | 6. Nov. 1970   | 1980       | Johan A. de Ranitz                           |                                                                                                 |
|           | 25. Sep. 1980  | 1985       | Age Robert Tammenoms Bakker                  |                                                                                                 |
|           | 1985           |            | Maximilien Vegelin van Claerbergen           |                                                                                                 |
|           | 1989           | 1997       | Henry Wijnaendts                             |                                                                                                 |
|           | 11. Dez. 1997  | 2001       | Ronald Van Beuge                             | (* 1936) im diplomatischen Dienst von 1965 bis 2001, u. a. 1995 bis 1997 Botschafter in Italien |
|           | 2. Feb. 2001   | 2006       | Christiaan Mark Johan Kroner                 |                                                                                                 |
|           | 8. Sep. 2006   | 2012       | Hugo Hans Siblesz                            |                                                                                                 |
|           | 11. Jul. 2012  | –          | Everardus Kronenburg                         |                                                                                                 |

Stand: Juni 2016